# 百瀬宏
百瀬 宏 （ももせ ひろし、1932年3月1日 - ）は、日本の政治学者。津田塾大学名誉教授、広島市立大学名誉教授。専攻は、国際関係学・国際関係史・フィンランド近現代史。

## 来歴
東京都生まれ。東京大学教養学部教養学科卒業。東京大学大学院修了後、東京大学教養学部助手、北海道大学法学部助教授・教授、津田塾大学学芸学部教授、広島市立大学国際学部教授。2005年3月定年退職。この間フィンランドのオウル大学、ヘルシンキ大学などで講義を行った。
元CHIR（国際関係史学会）日本代表理事。日本国際政治学会名誉理事。北海道大学スラブ・ユーラシア研究センター名誉研究員。北欧文化協会名誉会員。
2007年5月、フィンランド共和国よりフィンランド白薔薇勲章騎士一級章を受勲。
2020年、北海道大学スラブ・ユーラシア研究センターに百瀬基金設立
2022年、北海道大学スラブ・ユーラシア研究センターにおいて、百瀬文庫が設立された。

## 著作

### 単著
- 『東・北欧外交史序説――ソ連＝フィンランド関係の研究』（福村出版、1970年）
- 『ソビエト連邦と現代の世界』（岩波書店、1979年）
- 『北欧現代史』（山川出版社、1980年）
- 『小国――歴史にみる理念と現実』（岩波書店、1988年）
- 『小国――歴史にみる理念と現実』（岩波書店、改訂版　岩波人文書セレクション、2011年）
- 『国際関係学』（東京大学出版会, 1993年）
- 『国際関係学原論』（岩波書店, 2003年）
- 『小国外交のリアリズム――戦後フィンランド1944-48年』（岩波書店、2011年）
- Realism of Postwar Finland -A Japanese View-, January 2015 (This work owes very much to “Grant-in-Aid for Scientific Research(B)(24330055)”)
- 『小国――歴史にみる理念と現実』（岩波書店、岩波現代文庫に編入、2022年）

### 共著
- 『世界の歴史15―ファシズムと第二次大戦』（中央公論社　1962年）
- （江口朴郎 坂本義和）『冷戦―政治的考察』（岩波書店、1963年）
- 『世界歴史２３　―近代１０　帝国主義時代Ⅱ』（岩波講座、1969年）
- 『世界歴史２６　―現代３　一九二〇年代』（岩波講座、1970年）
- 『世界歴史２０　―近代７　近代世界の展開Ⅳ』（岩波講座、1971年）
- （許世楷他）『国際関係論基礎研究』（福村出版、1976年）
- （平井友義他）『ソ連対外政策の諸様相』（日本国際問題研究所、1977年）
- （矢田俊隆他）『東欧史（新版）』（山川出版社、1977年）
- （松本三郎他）『国際政治』（有斐閣、1981年）
- （斉藤真）『比較政治』（放送大学教育振興会、1985年）
- （木戸蓊他）『講座国際政治―現代世界の分離と統合』（東京大学出版会、1989年）
- （千本健一郎他）『世界のことば』（朝日新聞社、1991年）
- （村井誠人他）『Balto―Scandia―some Report of Balto -Scandinavian Studies in Japan』（バルト・スカンディナヴィア研究会、1994年）
- （志摩園子・大島美穂）『環バルト海――地域協力のゆくえ』（岩波新書、1995年）
- （今井淳子・柴理子・高橋和）『東欧』（自由国民社, 1995年／第2版、2001年）
- （家田修他）『Socio-Economic Dimensions of the Changes in the Slavic- Eurasian World』（Slavic research center ,Hokkaido University、1996年）
- （林忠行他）『The Emerging New Regional Order in Central and Eastern Europe』（Slavic research center ,Hokkaido University、1997年）
- （渡邊啓貴他）『国際関係史の再考―アジアの視点から』（国際関係史学会、2004年）
- （渡邊啓貴他）『The Emergence of <Asia-pacific> in the International Relations---The First World War and Japan: Tokyo Conference 2014』（Tokyo University of Foreign Studies、2015年）
- （村井誠人他）『映画の中の「北欧」―その虚像と実像』（小鳥遊書房、2019年）

### 編著
- 『ヨーロッパ小国の国際政治』（東京大学出版会、1990年）
- 『東欧　第2版』（自由国民社、1995年）
- 『下位地域協力と転換期国際関係』（有信堂高文社、1996年）
- 『変貌する権力政治と抵抗――国際関係学における地域』、彩流社、2012年

### 共編著
- （小倉充夫）『現代国家と移民労働者』（有信堂高文社, 1992年）
- （植田隆子）『欧州安全保障協力会議(CSCE)――1975-92』（日本国際問題研究所、1992年）
- （村井誠人）『北欧』（新潮社、1996年）
- （熊野聰・村井誠人）『北欧史』（山川出版社、1998年）
- （石野裕子）『フィンランドを知るための44章』（明石書店、2008年）
- （羽場久美子　ロバート・フランク）『The END of the COLD WAR and the REGIONAL INTEGRATION in Europe and Asia』（青山学院大学、2010年）

### 訳書
- 『フィンランド小史』（マッティ・クリンゲル著）（フィンランド大使館、1990年）
- （石野裕子）デイヴィッド・カービー『フィンランドの歴史』（共監訳、明石書店、2008年）
- （石野裕子　高瀬愛）ハッリ・リンタ・アホ他著『世界史のなかのフィンランドの歴史』（監訳、明石書店、2011年）